# Nejc Pačnik
Nejc Pačnik, slovenski harmonikar in glasbeni učitelj, * 28. oktober 1990, Slovenj Gradec.

## Življenje
Nejc Pačnik se je rodil 28. oktobra 1990 v Slovenj Gradcu. Osnovno šolo je obiskoval v domačih Škalah in v Velenju. Šolanje je nadaljeval na Srednji lesarski šoli v Slovenj Gradcu . Zanimanje za diatonično harmoniko je pokazal pri štirih letih, ko mu je prve prijeme pokazal njegov dedek Franc, ki ga je za igranje tudi navdušil. Pri petih letih se je začel učiti pri Tinetu Lesjaku v Mengšu in na Ljubnem ob Savinji.

## Glasbena kariera
Po dveh letih učenja harmonike pri Tinetu Lesjaku, je Nejc šolanje nadaljeval pri Robertu Goličniku v sosednjem kraju Gaberke. Pri osmih letih je prvič nastopil na tekmovanju za Delčnjakov memorial (poimenovan po Francu Delčnjaku) in tudi zmagal. V prvih letih učenja je veliko nastopal v domačem in tudi v okoliških krajih na raznih prireditvah in srečanjih. Na tekmovanjih, ki jih je obiskoval, je pogosto posegal po odličjih.
Pri dvanajstih letih je sodeloval na dobrodelnem koncertu, kjer je prvič slišal igrati svetovnega prvaka Roberta Goterja in se takoj začel izobraževati pri njemu. Še v istem letu je pod njegovim mentorstvom prvič nastopil na Zlati harmoniki Ljubečne in se prebil do polfinala. V naslednjih osmih letih je ob vsakodnevni vaji dosegel precejšnje število uspehov. Tako je do svojega 15. leta zmagal na več kot tridesetih tekmovanjih doma in v tujini.
S trdim delom in veliko vaje – pred tekmovanjem tudi po več kot deset ur dnevno – je leta 2007 dosegel prvi velik uspeh. Postal je absolutni evropski prvak v Attimisu v Italiji. Začetek tekmovalne kariere je nadaljeval tudi v letu 2008, ko je postal absolutni zmagovalec Zlate harmonike Ljubečne. Naslednje leto je dosežek potrdil še s ponovnim naslovom absolutnega zmagovalca Zlate harmonike Ljubečne.
Po Zlati harmoniki Ljubečne je odšel na svetovno prvenstvo, kjer je leta 2005 osvojil 4. mesto, dve leti kasneje pa naslov svetovnega podprvaka. V najuspešnejšem obdobju njegove tekmovalne kariere (leta 2009) je v Avstriji postal mladinski svetovni prvak v igranju na diatonično harmoniko. Do leta 2010 je zmagal na več kot sedemdesetih tekmovanjih doma in v tujini. Leta 2015 je v Portorožu postal abosolutni svetovni prvak na diatonični harmoniki.

## Dosežki na tekmovanjih

### Svetovno prvenstvo v igranju na diatonično harmoniko
- absolutni svetovni prvak na diatonični harmoniki 2015 (na 9. svetovnem tekmovanju na igranju diatonične harmonike)[8][7]
- mladinski svetovni prvak 2009 (na 6. svetovnem tekmovanju na igranju diatonične harmonike)[5]
- svetovni podprvak 2007
- 4. mesto na svetovnem prvenstvu 2005[9]

### Evropsko prvenstvo v igranju na diatonično harmoniko
- absolutni evropski prvak 2007
- evropski prvak do 18. let 2007
- evropski prvak do 15 let 2005
- 2. mesto 2006[9]
- 3. mesto 2004

### Zlata harmonika Ljubečne
- absolutni zmagovalec 2008, 2009[10]
- zmagovalec občinstva 2009[11]
- zlata plaketa 2007, 2008, 2009, 2010
- srebrna plaketa 2003, 2006
- bronasta plaketa 2004

### Druga tekmovanja
- 1. mesto mednarodnega tekmovanja Josef Peyer Wettbewerb, Avstrija[9]
- 1. mesto do 18. let Ruška koča 2006 in 2007 na tekmovanju Tekmovanje harmonikarjev "Ruška koča"
- absolutni zmagovalec Ruške koče 2007 na tekmovanju Tekmovanje harmonikarjev "Ruška koča"
- 1. mesto in absolutni zmagovalec na tekmovanju Pokal Doliča
- 3x zapored absolutni zmagovalec na tekmovanju Delčnjakov Memorial
- 3x zapored absolutni zmagovalec na tekmovanju Pokal Starega Velenja
- 3x absolutni zmagovalec na tekmovanju Pokal Mislinjske doline